# Spiros Gkontas
Spiros Gkontas (Atenas, Grecia, 1 de octubre de 1967) es un árbitro de baloncesto griego de la FIBA.

## Trayectoria
Empezó a arbitrar en 1989. Ascendió a la categoría de árbitro FIBA en el 2001. Desde entonces ha sido designado para distintos torneos y fases finales tanto de FIBA como de la Euroliga. También ejerce como presidente de la Asociación de árbitros de Atenas.
El árbitro griego es conocido por una jugada desgraciada la temporada 2012-13 en el Martín Carpena, en la que provocó una lesión a Krunoslav Simon, en un impacto accidental.

## Temporadas
| Categoría  | País   | Año               |
| ---------- | ------ | ----------------- |
| A1 Ethniki | Grecia | 1989 - Actualidad |
| FIBA       | Mundo  | 2001 - Actualidad |
| Euroliga   | Europa | 2001 - Actualidad |